# Gare de Wambaix
La gare de Wambaix est une gare ferroviaire française de la ligne de Busigny à Somain, située sur le territoire de la commune de Wambaix dans le département du Nord, en région Hauts-de-France.
Un point d'arrêt est mis en service en 1891 par la Compagnie des chemins de fer du Nord. C'est une halte voyageurs de la Société nationale des chemins de fer français (SNCF) desservie par des trains TER Hauts-de-France.

## Situation ferroviaire
Établie à 102 mètres d'altitude, la gare de Wambaix est située au point kilométrique (PK) 198,466 de la ligne de Busigny à Somain, entre les gares de Cattenières et de Cambrai.

## Histoire
Le point d'arrêt pour trains légers de Wambaix, est créé au PK 198,425 et mis en service en 1891 par la Compagnie des chemins de fer du Nord.

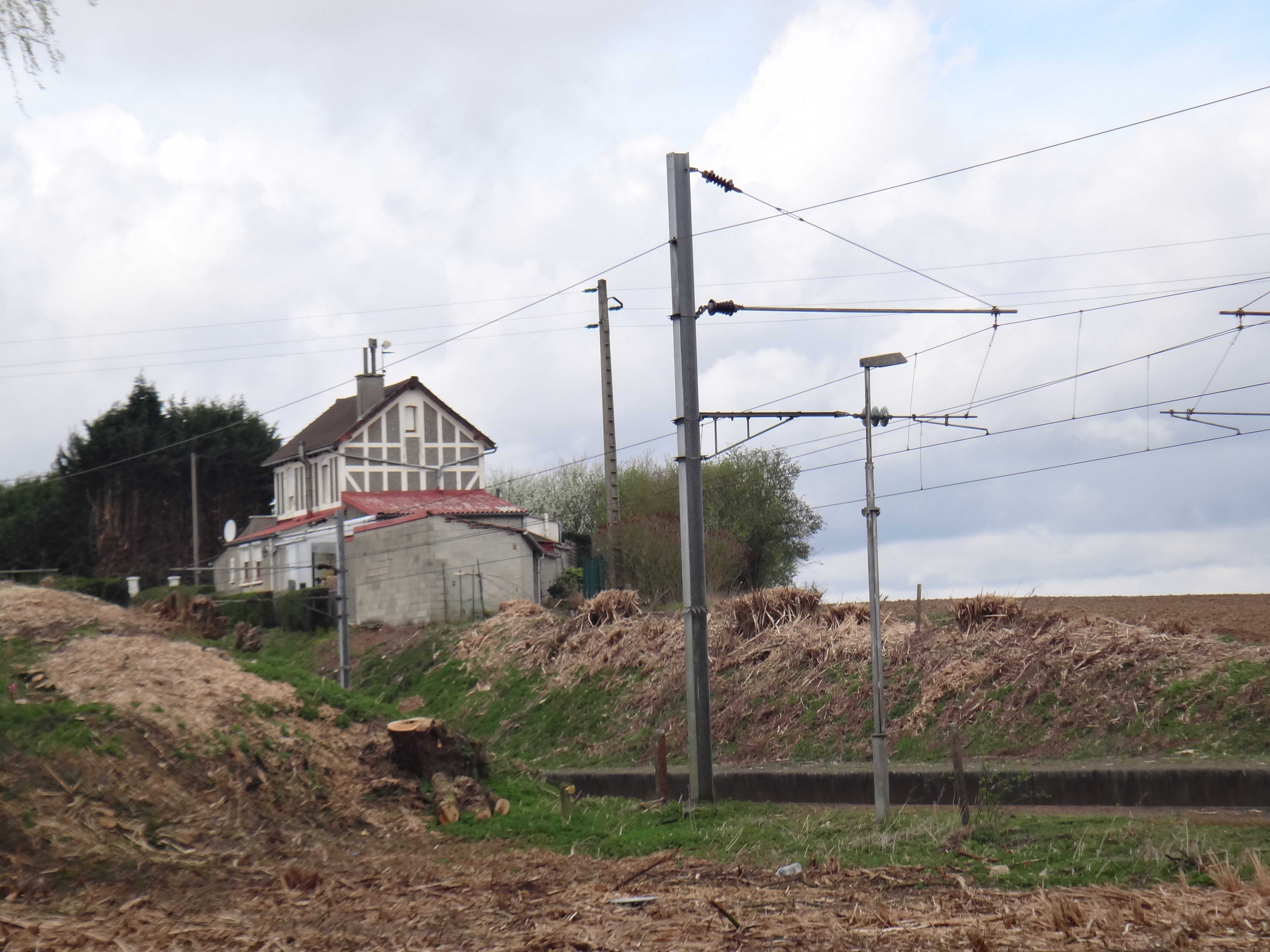
Gare devenue habitation.

## Service des voyageurs

### Accueil
Gare SNCF, c'est un point d'arrêt non géré (PANG) à entrée libre.

### Desserte
Wambaix est desservie par des trains TER Hauts-de-France qui effectuent des missions entre les gares de Saint-Quentin et de Douai à la fréquence d'un aller-retour journalier en direction de Douai en semaine.

### Intermodalité
Un parc à vélos et un parking pour les véhicules y sont aménagés.